# Carcasí (ort)
Carcasí är en ort i Colombia.   Den ligger i departementet Santander, i den centrala delen av landet, 280 km nordost om huvudstaden Bogotá. Carcasí ligger 2 107 meter över havet och antalet invånare är 862.
Terrängen runt Carcasí är huvudsakligen bergig, men åt sydväst är den kuperad. Runt Carcasí är det ganska glesbefolkat, med 22 invånare per kvadratkilometer. Närmaste större samhälle är Málaga, 14,2 km nordväst om Carcasí. I omgivningarna runt Carcasí växer i huvudsak städsegrön lövskog.